# Dieter Cornels
Dieter Cornels, Künstlername auch DC Veero, (* 7. Juli 1938 in Berlin; † 15. Juni 2016 in Ebersteinburg, Baden-Baden) war ein deutscher Maler und Inhaber der Galerie Cornels in Baden-Baden.

## Leben
Dieter Cornels wurde am 7. Juli 1938 in Berlin geboren. Von 1957 bis 1959 hielt er sich in der Schweiz auf, wo er seine ersten Landschaften und Stillleben in Öl anfertigte. Dabei handelte es sich um Kopien nach Carl Spitzweg und den französischen Impressionisten, sowie um gemalte Bilder und Skizzen. 1960 übersiedelte er nach Baden-Baden wo er im Atelier von Karl Haumann das Mosaikhandwerk erlernte. Parallel entstanden erste abstrakte Bilder. 
1961 kehrte er nach Berlin zurück (Kreuzberg), wo er u. a. Rixdorfer Drucke, Kurt Mühlenhaupt, Manfred Beelke etc. kennenlernte. 1962 zog er für ein halbes Jahr nach Paris, danach nach Vallauris und Cannes in Südfrankreich, wo er im Atelier des ungarischen Malers Ozere arbeitete. Es entstanden abstrakte Spachtelbilder. Dort lernte er auch Pablo Picasso, Alberto Magnelli und Serge Poliakoff kennen.
Ein Jahr später kehrte Cornels von Berlin nach Baden-Baden zurück, um in der Altstadt in der Steinstrasse eine kleine Ladengalerie zu eröffnen, die sich zu einem Zentrum der Kunstszene entwickelte. Hier stellten Künstler wie Ottmar Alt, Joseph Beuys, Robert Filliou, Alfonso Hüppi, Gerhard Richter, Sigmar Polke und Jörg Immendorff aus.
1974 reiste Cornels nach Indien und in die USA. Während dieser Zeit entstanden erste großformatige Bilder mit Acrylfarben auf Leinwand, die er mit dem Sanskritwort „Deva Veero“ (dt. „göttlicher Mut“), signierte. Cornels Stil beinhaltet Elemente des comichaften Pop Art. Eike Gebhardt vermutet „spirituelle Quellen“ bei Wassily Kandinsky und den deutsche Expressionisten.
Dieter Cornels war Vater eines Sohnes.  Er starb am 15. Juni 2016 in Baden-Baden.

## Ausstellungen (Auswahl)
- 1961: Große Berliner Kunstausstellung, Berlin
- 1962: Theater-Galerie Forum, Berlin
- 1965: Junger Westen, Kunsthalle Recklinghausen
- 1966: Malerei von heute, Künstlerhaus Thurn und Taxis, Bregenz
- 1967: Junger Westen, Kunsthalle Recklinghausen
- 1969: Staatliche Kunsthalle Baden-Baden
- 1970: Sozial kritische Grafik, Wilhelm-Busch-Museum, Hannover
- 1990: Blättern, Gesellschaft der Freunde junger Kunst Baden-Baden
- 1995 Schwarzwald – Jetzt & Hier, Städtische Galerie im Schwarzen Kloster, Freiburg
- 1998: Mühelose Mühe, Haus am Lützowplatz, Berlin
- 2003: Schloss Gondelsheim e. V., Kunstverein
- 2003: Faites votre jeu, Gesellschaft der Freunde junger Kunst Baden-Baden
- 2008: Kunstpreis Baden-Baden 2008 mit Ausstellung im Alten Dampfbad